# Ihy

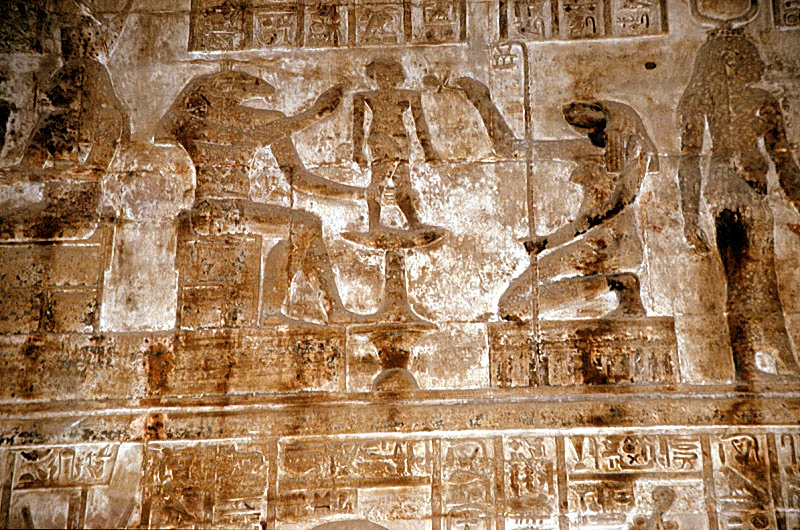
Jnum modelando a Ihy en presencia de la diosa Heket. Mammisi de Dendera.

Ihy es el dios niño de la alegría y de la música, hijo de la diosa Hathor y del dios Horus en la mitología egipcia.
| M17 | V28 | M17 | M17 |

| M17 | V28 | M17 | M17 |

Ihy también es conocido como Ahí, Ahy, Ehi o Ehy.
Es citado por los grIegos como hermano de Harsomtus en egipcio Hr-sma-tawy-pa-hrd, Herusmatauy. Otro título con el que se le conocía era el "dios de los corazones" por ende se le daba importancia en los ritos fúnebres del faraón, además por este nombre fue relacionado con Anubis.

## Mitología

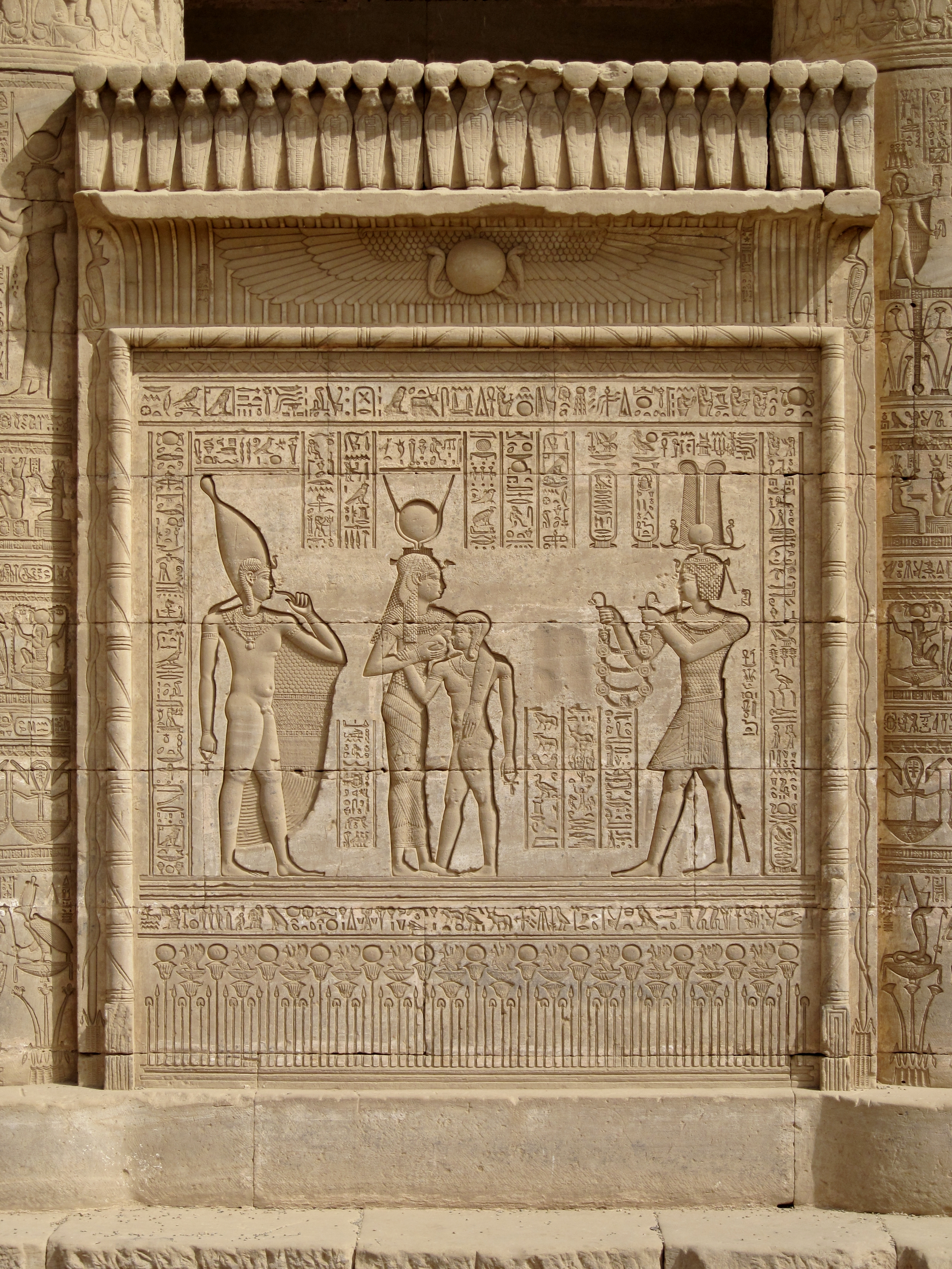
Hathor amamantando a su hijo Ihy en presencia del emperador Trajano. Mammisi de Dendera.

Hay referencias ocasionales a Ihi en el Libro de los Muertos y su nombre puede significar según los Textos de los Sarcófagos, "el tocador de sistro" o "ternero", en alusión a su relación con la diosa vaca Hathor, que salvo contadas excepciones (Isis, Sejmet o Neith), se dice que es su madre. 

## Iconografía
Se le representa desnudo con una capa y llevando la trenza lateral de la juventud (mecha de pelo que no se podía cortar hasta el pasaje a la edad adulta), tocando el sistro (su objeto símbolo), el collar menat o con el dedo índice en la boca (signo de la infancia). 

## Sincretismo
Como dios de la infancia se le vinculaba también con el comienzo de la creación, por lo que algunas veces se le asociaba como hijo del dios sol Ra.

## Culto
Como parte de la última generación de dioses, no era muy popular entre el pueblo. Se le rendía culto principalmente en Dendera, como hijo de Hathor y Horus, formando parte de la tríada sagrada. En su mammisi (casa del nacimiento) se hacían rituales anuales para conmemorar su nacimiento y donde junto a su madre esperaban la llegada de Horbehedety (Horus de Edfu).
En Dendera, se encuentran representaciones suyas en los muros del mammisi del Templo de Hathor.